# Période niçoise

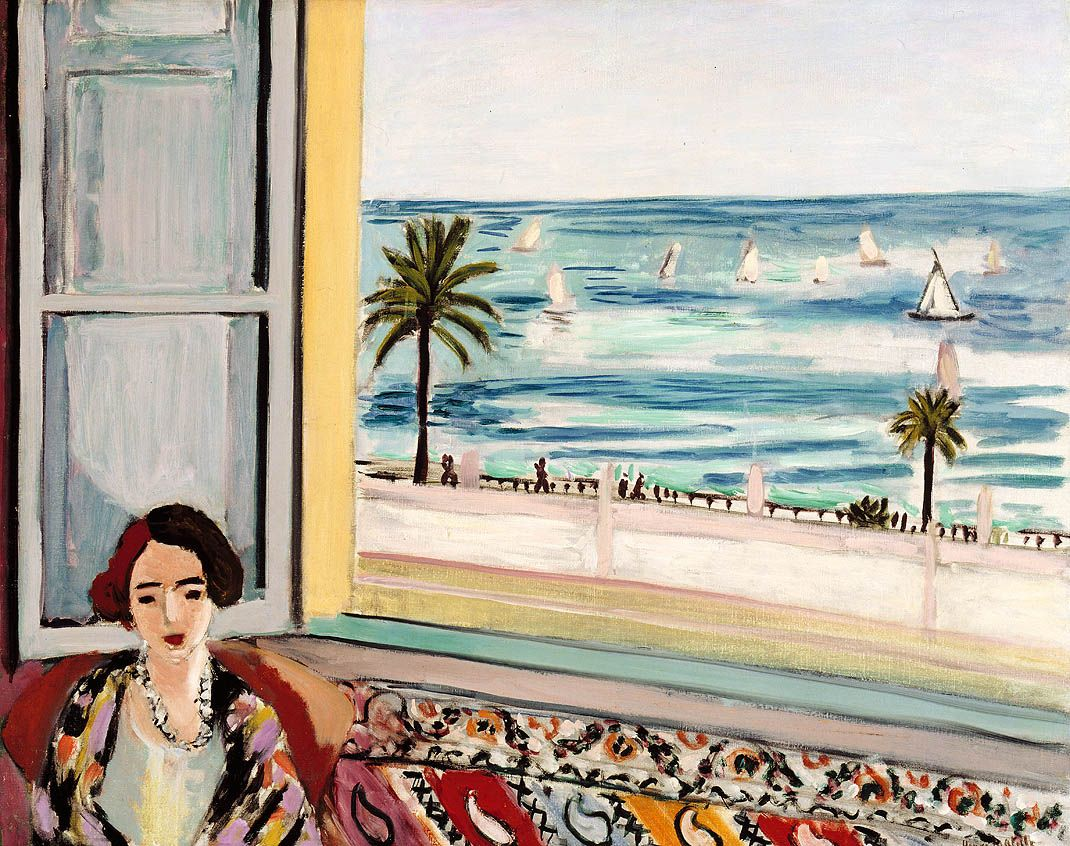
Femme assise, le dos tourné vers la fenêtre ouverte, par Henri Matisse (1922)

La période niçoise est une période dans la carrière artistique du peintre français Henri Matisse qui s'étend de 1917 à 1929, époque pendant laquelle il s'installe à Nice, d'abord à l'hôtel puis dans son propre logement. C'est durant ces premières années qu'il passe dans la principale ville des Alpes-Maritimes qu'il crée notamment la série des Odalisques, travaillant principalement avec Henriette Darricarrère comme modèle. Son voyage jusqu'à Tahiti en 1930 peut être considéré comme la fin de cette période.